# Alliance Niyigena
Alliance Niyigena (Ruanda, 1992) es una ingeniera de nacionalidad noruega, nacida en Ruanda, tiene el doble grado de ingeniería eléctrica e ingeniería mecánica, investigadora en el campo de la energía y la movilidad en nuevas fuentes de energía para conseguir la transición energética de los combustibles fósiles a fuentes de energía sostenibles.

## Biografía
Alliance Niyigena nació en Ruanda (África). Su madre era profesora y su padre médico quienes debido al Genocidio de Ruanda tuvieron que abandonar el país. Caminaron durante ocho meses y recorrieron 8000 kilómetros desde Ruanda, a través de la República Democrática del Congo, hasta la República Centroafricana, para escapar de un genocidio y tratar de conseguir de un futuro mejor. La familia fue recogida por la Cruz Roja, su madre estaba embarazada y ella tenía un año y medio, quien los consideró una familia vulnerable y les ofreció la posibilidad de solicitar asilo político en Noruega.
A los 15 años gana una beca estatal noruega para estudiar la enseñanza secundaria en Francia, finalizado este ciclo académico se trasladó a la Universidad de Edimburgo para cursar los estudios de ingeniería, donde obtuvo el doble grado de ingeniería eléctrica e ingeniería mecánica. 
Se ha considerado inmigrante, ha vivido entre dos culturas, la noruega y en la ruandesa; valora la diversidad de culturas y personas con las que ha coincidido que le han permitido explorar las diferencias culturales que le han permitido crecer en experiencias y en sabiduría. 

## Trayectoria
El recorrido profesional como investigadora ha llevado a Alliance Niyigena a trabajar y estudiar en diferentes proyectos y en diferentes países, en el campo relacionado con energía y movilidad. 
En Edimburgo, fue presidenta de la Sociedad de Ingeniería Civil (2016/17) 
Pertenece desde diciembre de 2018 al Barcelona Hub, que está formado por 30 miembros que constituyen un equipo multidisciplinar de científicos, emprendedores, artistas, abogados y psicólogos.
Fue una de las cincuenta ganadoras de una beca Saltire Scholar (2018), estas becas permiten un año de estudios superiores en cualquiera de las universidades de los países: EE. UU, Canadá, India, China, Paquistán y Japón; los académicos elegidos Saltiere están considerados como embajadores de Escocia.
En diciembre de 2020 gana la beca Schwarzman (financiada en la Universidad de Tsinghua en Beijing), siendo la primera alumna de ingeniería de la Universidad de Edimburgo en conseguirlo. 
Jefa del equipo Hyperloop  de Elon Musk de la Universidad de Edimburgo (2019/20), conocido como HYPED es un proyecto de transporte para personas y mercancías que consiste en desarrollar unos tubos de acero al vacío en cápsulas que levitan magnéticamente.
Desde 2020 es investigadora en el Centro de Microelectrónica de Barcelona, dependiente del Consejo Superior de Investigaciones Científicas (CSIC), dedicado al desarrollo de nuevas micro y nanotecnologías, componentes y sistemas, donde desarrolla una pila para dispositivos que se carga con fluidos corporales, como sangre o sudor.

Si queremos seguir viviendo como hasta ahora, tenemos que encontrar formas de generar energía más sostenibles y eficientes. Vamos a necesitar cada día más y más energía, y sería enormemente útil si llegamos a generar parte de esta energía en el cuerpo humano, particularmente para alimentar pequeños dispositivos eléctricos” “Sería ideal porque tenemos mucha energía y nos estamos moviendo todo el día”.

En 2021 Alliance Niyigena ha sido distinguida con una portada de Telos, la revista de tecnología de la Fundación Telefónica.
Alliance Niyigena ha tenido entre sus propósitos facilitar con sus conocimientos soluciones de energía sostenible, desarrollo de infraestructuras y educación a los países emergentes.